# Ojciec Sergiusz (film 1978)
Ojciec Sergiusz (ros. Отец Сергий; Otiec Siergiej) – radziecki film z 1978 roku w reżyserii Igora Tałankina oparty na motywach utworu o tej samej nazwie Lwa Tołstoja.

## Obsada
- Siergiej Bondarczuk jako książę Kasatski / Ojciec Sergiusz
- Władysław Strzelczyk jako Mikołaj I
- Walentina Titowa jako Mary Korotkowa
- Nikołaj Gricenko jako generał
- Ludmiła Maksakowa jako Makowkina
- Ałła Diemidowa jako Paszeńka
- Boris Iwanow jako opat
- Iwan Sołowiow jako świętobliwy Nikodem
- Walerij Nosik jako chłop w saniach

i inni